# مجزع هشان (لودر)

تعديل مصدري - تعديل

مجزع هشان هي إحدى قرى عزلة زارة بمديرية لودر التابعة لمحافظة أبين، بلغ تعداد سكانها 50 نسمة حسب تعداد اليمن لعام 2004.